# Marieke van Drogenbroek
Maria „Marieke” van Drogenbroek (ur. 16 grudnia 1964 w Utrechcie) – holenderska wioślarka, brązowa medalistka olimpijska.

## Kariera
Wystąpiła na igrzyskach olimpijskich w Los Angeles w 1984, gdzie osada Holandii w składzie: Nicolette Hellemans, Lynda Cornet, Harriet van Ettekoven, Greet Hellemans, Marieke van Drogenbroek, Anne-Marie Quist, Catalien Neelissen, Wiljon Vaandrager i Marty Laurijsen (sterniczka) zdobyła brązowy medal w ósemkach. W finale uplasowały się o 3,12 sekundy za osadą USA i 1,05 sekundy za Rumunkami. Na tych samych igrzyskach zajęła piąte miejsce w czwórkach ze sternikiem. 
W 1982 zdobyła brązowy medal w czwórkach podwójnych na mistrzostwach świata juniorów w Piediluco. Była też między innymi ósma w jedynkach na mistrzostwach świata w Kopenhadze (1987).